# Jak poznałem waszą matkę
Jak poznałem waszą matkę (tytuł oryg. How I Met Your Mother, często używany akronim HIMYM) – serial telewizyjny produkowany w latach 2005–2014 przez stację CBS.
Stworzony został przez Craiga Thomasa i Cartera Baysa. Inspirację stanowił pomysł, aby „napisać o naszych przyjaciołach i głupich rzeczach, jakie robiliśmy w Nowym Jorku”. Postać Teda oparta została w luźny sposób na Baysie, natomiast postaci Marshalla i Lily na Thomasie i jego żonie.
Serial nazywany jest „odwrotną historią miłosną”. Struktura tego serialu jest inna od typowej. Występuje tu wiele powiązań, w każdym odcinku pojawiają się retrospekcje. Często mamy do czynienia z niechronologicznym przedstawieniem zdarzeń. Widz najpierw dowiaduje się, że coś się zdarzyło, natomiast wyjaśnienie, co spowodowało te zdarzenia, następuje później. Stosowane jest także przedstawianie tych samych zdarzeń z odmiennych punktów widzenia lub przedstawienie alternatywnego rozwoju wypadków. Z tych względów serial ten nie jest nagrywany przed publicznością. Wykorzystano w nim narrację z przyszłości.
Premiera serialu w amerykańskiej stacji CBS miała miejsce 19 września 2005. Ostatnie dwa odcinki serialu zostały wyemitowane 31 marca 2014. W Polsce serial oglądać można było na kanale Comedy Central. 1 stycznia 2019 roku serial pojawił się w ofercie platformy Netflix.

## Wstęp
Serial koncentruje się na Tedzie Mosbym (grany przez Radnora, głos „Teda z przyszłości” podkłada Saget), który opowiada dzieciom historię o tym, jak poznał ich matkę. Mieszkając w Nowym Jorku i pracując jako architekt, narrator zajmuje się problemami jego najlepszych przyjaciół, czyli parę Marshalla Eriksena (Segel) i Lily Aldrin (Hannigan); ekscentrycznego kobieciarza Barneya Stinsona (Harris); i prezenterkę wiadomości Robin Scherbatsky (Smulders). Seria opowiada wiele wątków, włączając w to trójkąt miłosny pomiędzy Robin, Tedem i Barneyem; związek Lily i Marshalla; a także kariery postaci.

## Fabuła
W 2030 Ted Mosby postanawia opowiedzieć córce i synowi historię o tym, jak poznał ich matkę. Historia ta zaczyna się w 2005. Ted (Josh Radnor), 27-letni, samotny architekt mieszka z dwójką swoich najlepszych przyjaciół Marshallem Eriksenem (Jason Segel), studentem prawa, i jego dziewczyną Lily Aldrin (Alyson Hannigan), która jest przedszkolanką. Są oni parą od prawie 9 lat.
W pierwszym odcinku Marshall ma zamiar oświadczyć się Lily. To wydarzenie sprawia, że Ted zaczyna myśleć o małżeństwie i odnalezieniu swojej drugiej połówki. W poszukiwaniach pomaga mu drugi przyjaciel Barney Stinson (Neil Patrick Harris). W ten sposób główny bohater poznaje młodą, ambitną dziennikarkę Robin Scherbatsky (Cobie Smulders), która dołącza do grupki przyjaciół.

## Obsada

### Główni bohaterowie

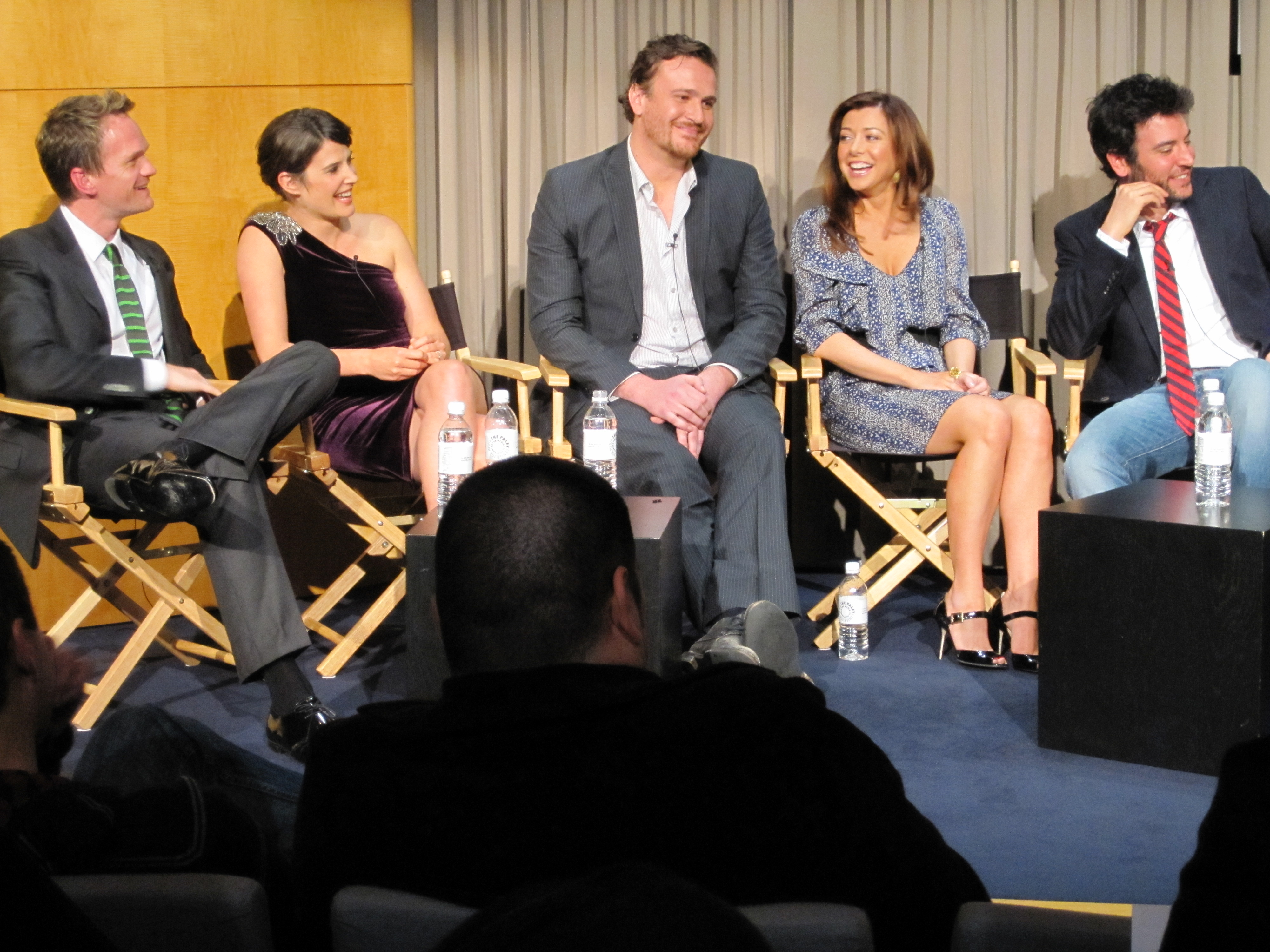
Główni bohaterowie serialu, od lewej: Barney, Robin, Marshall, Lily, Ted (rok 2010)

- Josh Radnor jako Ted Mosby, architekt, profesor w college’u i główna postać serialu. Ted przeprowadził się do Nowego Jorku wraz ze swoimi przyjaciółmi, Marshallem i Lily, zaraz po ukończeniu Wesleyan University. W Nowym Jorku poznaje Barneya (przy pisuarze w barze MacLarena) i Robin, którzy stają się częścią grupy. Ted poszukuje szczęścia i „Tej Jedynej”, czyli kobiety z którą weźmie ślub. Jest on najbardziej dojrzały ze wszystkich z grupy i preferuje bardziej eleganckie i wysokogatunkowe uciechy, w przeciwieństwie do pozostałych z grupy. Dokłada wszelkich starań, aby każde wyznanie miłości było wyjątkowe, jednak wszystkie kobiety w jego życiu wcześniej czy później odchodzą. Pomimo tych zalet Ted często zachowuje się niedojrzale poprzez uczestnictwo w dzikich zabawach z Barneyem. Jest wielkim fanem serii Star Wars i często cytuje różne filmy, a także nawiązuje do swojego ulubionego poety, pochodzącego z Chile, Pabla Nerudy[4]. Ted pochodzi z Shaker Heights w Ohio, ale uważa się za prawdziwego nowojorczyka i często okazuje niechęć wobec New Jersey. W końcu spotyka miłość swojego życia (tytułową Matkę), którą po raz pierwszy można zobaczyć w finale ósmego sezonu.
  - Bob Saget (niewymieniany) jako Ted Mosby z przyszłości (narrator), który w 2030 opowiada dzieciom historię o tym, jak poznał ich matkę.
- Jason Segel jako Marshall Eriksen, najlepszy przyjaciel Teda (często kwestionowane przez Barneya). Marshall jest mężem Lily, w której zakochał się będąc jeszcze na pierwszym roku college’u i są oni inspiracją dla poszukiwań Teda. Marshall, tak samo jak Ted, urodził się poza Nowym Jorkiem – w St. Cloud w Minnesocie – ale uważa to miasto za swój dom. Jego marzeniem jest by być prawnikiem działającym na rzecz ochrony środowiska, ale zostało ono wstrzymane, gdy nie miał wystarczająco pieniędzy, by opłacić ślub z Lily, przez co musiał pracować z Barneyem w GNB jako korporacyjny prawnik i żałował każdej sekundy tam spędzonej. W jednym ze skoków w przyszłość Marshall zostaje wybrany sędzią Sądu Najwyższego Stanu Nowy Jork.
- Cobie Smulders jako Robin Scherbatsky, prezenterka wiadomości i była dziewczyna Teda. Robin wyemigrowała z Kanady i podjęła się pracy w stacji informacyjnej, a Teda poznała u MacLarena, rozpoczynając jego poszukiwania „Tej Jedynej”. Pomimo tego, że jej związek z Tedem się zakończył, nadal pozostali bliskimi przyjaciółmi. Jej kanadyjskie pochodzenie jest źródłem wielu żartów od osób z grupy, szczególnie Barneya. Pali cygara i pije szkocką, przez co zakochuje się w niej Barney. Zaczynają się spotykać, by następnie wziąć ślub. W drugim sezonie dowiadujemy się, że jako nastolatka była ona gwiazdą muzyki pop, występującą pod pseudonimem Robin Sparkles i miała jeden przebój o tytule „Chodźmy do centrum handlowego” (ang. „Let’s Go to the Mall”). Później pod pseudonimem Robin Daggers śpiewała podgatunek grunge. Jej pełne imię, Robin Charles Scherbatsky Junior, poznajemy w odcinku „Happily Ever After” czwartego sezonu, gdzie wyjaśniono je faktem, że ojciec Robin był zawiedziony faktem, iż urodziła mu się córka, a nie syn. Zaręczyła się z Barneyem, a później wyszła za niego za mąż pod koniec sezonu dziewiątego, jednak w jednym ze skoków w przyszłość dowiadujemy się, że rozwiedli się oni po 3 latach małżeństwa.
- Neil Patrick Harris jako Barney Stinson, pracownik Goliath National Bank (GNB), który często przewija się przez serial, na nieznanym nikomu stanowisku, a także „bro” Teda. Prawdziwie imię Barneya to Barnabus Stinson. Ze względu na to, że jego ojciec zostawił go, gdy był jeszcze małym dzieckiem, ma on problemy z porzuceniem i bardzo mocno przywiązuje się do przyjaciół. Jest serialowym playboyem, który używa swojej zamożności i listy skandalicznych zagrywek, by uwodzić kobiety w celu odbycia stosunku bez zobowiązań. Barney jest jedną z dwóch osób z grupy, obok Lily, która pochodzi z Nowego Jorku. Zakochuje się w Robin i po pewnym czasie zaręczają się, biorą ślub pod koniec 9 sezonu, by rozwieść się po trzech latach. W 2020 na świat przychodzi jego córka, Ellie.
- Alyson Hannigan jako Lily Aldrin, nauczycielka w przedszkolu, początkująca artystka, żona Marshalla. Lily jest moderatorem grupy, często rozwiązuje powstałe konflikty lub oferuje ramię, na którym można się wypłakać. Barney używa jej jako powiernika pomimo tego, że nie potrafi utrzymać tajemnicy. Okazuje się być też manipulantką, często wykorzystując przyjaciół, by osiągnąć to, co chce. Poznała Marshalla na pierwszym roku college’u i są ze sobą od tamtego czasu, zerwali tylko raz. Chociaż wygląda na słodką i uroczą, Lily jest bardzo zacięta i seksualnie drapieżna, ma pragnienia podobne do tych Barneya. W siódmym sezonie jest w ciąży z pierwszym dzieckiem Marshalla, Marvinem Waitforit Eriksenem. Tak samo jak Barney jest prawdziwym nowojorczykiem. W dziewiątym sezonie jest w ciąży z drugim dzieckiem, Daisy, a w skoku w przyszłość dowiadujemy się, że później na świat przyjdzie ich trzecie dziecko, kolejna dziewczynka.
- Cristin Milioti jako Tracy McConnell (tylko sezon 9.)[5], przyszła żona Teda, tytułowa Matka. Milioti jest jedyną aktorką, która dołączyła do głównej grupy.

### Gościnnie
| Aktor(ka)          | Rola                                               | Okres       |
| ------------------ | -------------------------------------------------- | ----------- |
| Lyndsy Fonseca     | córka Teda i Tracy                                 | (2005–2014) |
| David Henrie       | syn Teda i Tracy                                   | (2005–2014) |
| Marshall Manesh    | Ranjit, kierowca taksówki oraz limuzyny            | (2005–2014) |
| Joe Nieves         | barman Carl                                        | (2005–2014) |
| Charlene Amoia     | kelnerka Wendy                                     | (2005–2014) |
| Ashley Williams    | Victoria, jedna z dziewczyn Teda                   | (2006–2014) |
| David Burtka       | Scooter, pierwszy chłopak Lily                     | (2006–2014) |
| Joe Manganiello    | Brad                                               | (2006–2014) |
| Bryan Callen       | Bilson                                             | (2006–2014) |
| Taran Killam       | Blauman                                            | (2006–2010) |
| Alexis Denisof     | Sandy Rivers, prezenter telewizyjny                | (2006–2014) |
| Wayne Brady        | James Stinson, przyrodni brat Barneya              | (2006–2014) |
| Mandy Moore        | Amy                                                | (2007)      |
| Enrique Iglesias   | Gael, jeden z chłopaków Robin                      | (2007)      |
| Sarah Chalke       | Stella Zinman, jedna z dziewczyn Teda              | (2008–2009) |
| Britney Spears     | Abby, jedna ze zdobyczy Barneya                    | (2008)      |
| Bob Odenkirk       | Arthur Hobbs, szef Barneya i Marshalla             | (2009–2010) |
| Laura Prepon       | Karen, dziewczyna Teda                             | (2009–2010) |
| Frances Conroy     | Loretta, matka Barneya                             | (2009–2010) |
| Rachel Bilson      | Cindy                                              | (2010–2014) |
| Jennifer Morrison  | Zoey Van Smoot, jedna z dziewczyn Teda             | (2010–2014) |
| Laura Bell Bundy   | Becky                                              | (2010–2014) |
| Jorge Garcia       | Steve (Blitz), kolega Teda i Marshalla z akademika | (2010–2014) |
| Jennifer Lopez     | Anita                                              | (2009–2014) |
| Kyle MacLachlan    | Kapitan, mąż Zoey Van Smooth                       | (2010–2014) |
| Danica McKellar    | Trudy, „przygodna” dziewczyna Teda                 | (2005–2007) |
| Katy Perry         | Honey                                              | (2011)      |
| Nicole Scherzinger | Jessica Glitter, koleżanka Robin                   | (2010)      |
| John Lithgow       | Jerome „Jerry” Whittaker, prawdziwy ojciec Barneya | (2011–2014) |
| Nazanin Boniadi    | Nora, jedna z dziewczyn Barneya                    | (2010–2014) |
| Kal Penn           | Kevin, chłopak Robin                               | (2011)      |
| Katie Holmes       | Naomi, „Rozpustna dynia”, dziewczyna Teda          | (2011)      |
| Joe Lo Truglio     | Honeywell, szef Marshalla                          | (2012)      |
| Mike Tyson         | jako on sam                                        | (2013)      |

## Produkcja
Inspiracją do Jak poznałem waszą matkę dla Cartera Baysa i Craiga Thomasa była idea „napisania o naszych przyjaciołach i głupich rzeczach, jakie robiliśmy w Nowym Jorku”, gdzie wcześniej pracowali jako pisarze dla Late Show with David Letterman wraz z innymi twórcami. Owa dwójka wzorowała się na swojej przyjaźni przy tworzeniu postaci. Ted to właściwie luźno przedstawiony Bays, a Marshall i Lily luźno bazują na Thomasie i jego żonie. Żona Thomasa początkowo była sceptycznie nastawiona co do pomysłu postaci bazującej na niej, ale zgodziła się pod warunkiem, że będzie grana przez Alyson Hannigan. Josh Radnor i Jason Segel, którzy występują jako Ted i Marshall, byli nieznani, chociaż Segel był członkiem ekipy serialu Luzaki i kujony, który dość szybko się zakończył. Rolę Barneya przypisywano początkowo „komuś jak John Belushi”, ale casting wygrał Neil Patrick Harris po tym, jak został zaproszony na przesłuchanie przez reżyserkę i osobę od castingów – Megan Branman. Pamela Fryman zaprosiła Boba Sageta, by został narratorem, występując jako Ted z przyszłości, tłumacząc mu, że serial ten będzie jak Cudowne lata, ale „tak jakby w przyszłości”. Saget albo szedł do studia i nagrywał narrację oglądając odcinek, albo nagrywał głos osobno i powtarzał podejście oglądając odcinek, jeśli było to konieczne. Zazwyczaj nie uczestniczył w odczytywaniu scenariusza, jednak zrobił to do ostatniego odcinka serialu.
W wielu wywiadach Bays i Thomas mówili, że „całkiem znana aktorka” odrzuciła propozycję zagrania Robin, w lutym 2014 okazało się, że chodziło o Jennifer Love Hewitt. Zatrudnili więc Cobie Smulders, również mało znaną aktorkę, do tej roli. Bays i Thomas później stwierdzili, że „dzięki Bogu, że tak się stało z miliona powodów... gdy Ted ujrzał ją po raz pierwszy, Ameryka zobaczyła ją po raz pierwszy – intrygowało to wszystkich i napędzało serial do przodu, trzymało show przy życiu”. Pomimo tego, że Ted jest zachwycony Robin na początku pierwszego odcinka, pod koniec szybko dowiadujemy się, że nie jest ona tytułową Matką, co zostało tak przedstawione, aby odejść od schematu „będą czy nie będą razem” z Przyjaciół i historii Rossa i Rachel.
Według artykułu z Entertainment Weekly, autorzy serialu zaadaptowali dziwactwa głównych aktorów do postaci, które grali. Chodzi przede wszystkim o umiejętności magiczne Neila Patricka Harrisa, roztargnienie Alyson Hannigan w czasie ciąży i intelektualizm Josha Radnora.
MacLaren, irlandzki bar w środku Nowego Jorku, w którym rozgrywa się część serialu, luźno bazuje na czterech ulubionych barach Baysa, Thomasa i innych pracowników Late Show. Lista zawiera: McGee, tawernę w Midtown w pobliżu Ed Sullivan Theater, gdzie nagrywano Late Show; McHale, legendarny bar z Hell’s Kitchen, który został zamknięty w 2006; Chumley, zamknięty historyczny pub w Greenwich Village; i Fez, kolejny zamknięty już bar, który znajdował się na Upper West Side. McGee miał mural, który Bays i Thomas lubili i chcieli wprowadzić do serialu. Nazwa baru wzięła się od nazwiska asystenta Cartera Baysa, Carla MacLarena, a imię barmana pracującego w nim od jego imienia, Carl.
Każdy z odcinków był zazwyczaj kręcony przez trzy dni w Sountdstage Studio 22, które znajduje się w Los Angeles i zawierał ponad 50 scen z szybkimi przeskokami w przyszłość i przeszłość. Odcinek pilotażowy jednak został nakręcony w CBS Radford. Ścieżka dźwiękowa zawierająca śmiech była dogrywana później, gdy widownia oglądała gotowy już odcinek. Thomas twierdził, że nagrywanie przed żywą widownią nie byłoby możliwe, ze względu na strukturę serialu i wiele skoków w czasie w każdym z odcinków i w ten sposób „zatarto by granicę pomiędzy ‘widownią’ a 'zakładnikami'”. Późniejsze sezony były nagrywane z udziałem publiczności, gdy wykorzystywano mniejsze plany zdjęciowe.
Piosenka przewodnia to część utworu „Hey Beautiful” autorstwa zespołu The Solids, którego to Bays i Thomas są członkami. Odcinki z pierwszego sezonu zaczynały się od czołówki, jednak od drugiego sezonu serial zaczyna się od wstępu do historii. Widzowie czasami mogli zobaczyć dzieci Teda, siedzące na kanapie, i usłyszeć jak opowiada im historię jak poznał ich matkę. Alternatywnie sceny z poprzednich odcinków lub nagrywane w Nowym Jorku są przedstawiane z jego narracją. Thomas wyraźnie powiedział, że Ted z przyszłości jest niewiarygodnym narratorem, gdyż stara się opowiedzieć historię sprzed 20 lat. Ów fakt był punktem fabuły w wielu odcinkach, między innymi „The Goat”, „Oh Honey”, „How I met Everyone Else” i „The Mermaid Theory”. Niemniej jednak, Thomas bardzo chciał utrzymać spójne i konsekwentne uniwersum, starając się uniknąć błędów w ciągłości, gdyż bazował na własnych doświadczeniach jako fan innych seriali.
Scena, w której Ted kończy opowiadać swoją historię, w której biorą udział także jego przyszłe dzieci, została nakręcona na początku drugiego sezonu i była przygotowana na finałowy odcinek. Zastosowano taki zabieg głównie dlatego, że aktorzy grający owych nastolatków pod koniec finałowego sezonu byli już dorośli.
Podczas strajku scenarzystów w Stanach Zjednoczonych w latach 2007–2008 Jak poznałem waszą matkę wstrzymało produkcję, a gdy strajk się zakończył, serial powrócił 17 marca 2008 z dziewięcioma nowymi odcinkami. Stacja ogłosiła zmianę w poniedziałkowej ramówce, zamieniając godzinę emisji z Teorią wielkiego podrywu. CBS przedłużyło serial na czwarty sezon 14 maja 2008, który miał swoją premierę 22 września tego samego roku.
We wrześniu 2008 Lifetime Television ogłosiło, że zakupiło prawa do ponownej emisji Jak poznałem waszą matkę, płacąc około $725,000 za odcinek. W czteroletnim kontrakcie znalazło się zastrzeżenie, że studio dostarczy co najmniej 110 półgodzinnych odcinków do 2010 i pozwoli na aż 8 sezonów serialu. Pod koniec czwartego sezonu wyprodukowano tylko 88 odcinków i potrzebne były dodatkowe 22, co zapewniło, że będzie piąty sezon serialu. 19 maja 2009 ogłoszono odnowienie serialu na piąty sezon. 20 maja 2009 CBS ogłosiło, że Jak poznałem waszą matkę znowu będzie nadawane o 8 wieczorem, dzięki czemu zrobi się miejsce na nowy show stacji, Przypadek zgodny z planem. 12 stycznia 2010 wyemitowany został 100. odcinek serialu i CBS ogłosiło, że seria powróci z szóstym sezonem. W odpowiedzi na sprzedaż praw do reemisji Thomas powiedział: „Jesteśmy zachwyceni, że będzie żyć w innych formach” i byli dumni, że serial tak dobrze się przyjął i jest na niego tak duże zapotrzebowanie.
Reemisja rozpoczęła się 13 września 2010 w lokalnych stacjach telewizyjnych w USA i w znajdującej się w Chicago superstacji WGN Ameryka. W owych emisjach często pokazywano wstawki wcześniej niewidziane w CBS czy Lifetime ze względu na marginalizowanie sekwencji napisów końcowych i zapowiadanie następnych programów. Pokazywane pomiędzy napisami końcowymi a logiem firmy produkującej, owe wstawki prezentowały część „Kodeksu Bracholi” (ang. „The Bro Code”), listy zasad, do której często nawiązywała postać Harrisa, Barneya Stinsona, która dotyczyła tego, jak mężczyźni powinni zachowywać się wobec siebie z naciskiem na czynności i działania dotyczące płci przeciwnej. Czołówka w owych reemisjach także została poddana edycji, jest krótsza i nie pokazuje wszystkich zdjęć grupy, które można zobaczyć w oryginalnej emisji na CBS czy na płycie DVD. Tak samo jak czołówka zmieniły się także same epizody i pomijają kilka szczegółów.
Jedną z powtarzających się tradycji serii było dawanie gościnnych ról aktorom z różnych produkcji Jossa Whedona, z których wielu grało razem z Hannigan w Buffy: Postrach wampirów. Bays tłumaczył fakt ten tym, że byli oni „wielkimi fanami” i w owych produkcjach brało udział „wiele świetnych talentów”.
Kolejną tradycją jest używanie eufemizmów dla wrażliwych kulturowo kwestii. Należą do nich „jedzenie kanapki” używane zamiast palenia marihuany, podnoszenie „kciuka w górę” zamiast środkowego palca, a także „granie na dudach” zamiast głośnego, dzikiego seksu. Owe eufemizmy, wraz z innymi, były szeroko stosowane we wszystkich sezonach serii i często były głównym punktem fabuły, przykładowo w sezonie 4 i epizodzie „Benefits”.
4 marca 2011 stacja CBS ogłosiła, że seria zostanie przedłużona o dwa kolejne sezony. Sezon siódmy miał swoją premierę 19 września 2011 i nadano dwa pierwsze odcinki jednego dnia.
27 lipca 2011 stacja telewizyjna FX ogłosiła, że zakupiła prawa do emisji serialu. FX rozpoczęło emisję 5 września 2011.
Mimo że członkowie obsady wcześniej wiele razy potwierdzali, że serial nie będzie trwał dłużej niż osiem sezonów, dziewiąty sezon został zabezpieczony w grudniu 2012 wśród napiętych negocjacji ze studiem i aktorami, szczególnie Jasonem Segelem, który chciał rozpocząć pracę nad czymś innym po ósmym sezonie. Podczas owych negocjacji, Bays i Thomas podeszli do ósmego sezonu, jakby miał być to ostatni rok serii, ale mieli także „Plan B” w przypadku, gdyby serial został odnowiony na kolejny sezon. Po tym, jak producenci zabezpieczyli sezon na dziewiąty i finałowy sezon, wprowadzili w życie plan przeprowadzenia tajnego castingu by wyłonić tytułową matkę, który wygrała Cristin Milioti pokonując dwie inne kandydatki. Milioti po raz pierwszy można ujrzeć w ostatniej scenie finałowego odcinka ósmego sezonu „Something New” i dołączyła do głównej obsady na cały sezon dziewiąty.
Jednogodzinny odcinek finałowy całej serii został wyemitowany 31 marca 2014.

## Odcinki
| Seria | Seria | Liczba odcinków | Czas emisji                      |
| ----- | ----- | --------------- | -------------------------------- |
|       | 1     | 22              | 19 września 2005 – 15 maja 2006  |
|       | 2     | 22              | 18 września 2006 – 14 maja 2007  |
|       | 3     | 20              | 24 września 2007 – 15 maja 2008  |
|       | 4     | 24              | 22 września 2008 – 18 maja 2009  |
|       | 5     | 24              | 21 września 2009 – 24 maja 2010  |
|       | 6     | 24              | 20 września 2010 – 16 maja 2011  |
|       | 7     | 24              | 19 września 2011 – 14 maja 2012  |
|       | 8     | 24              | 24 września 2012 – 13 maja 2013  |
|       | 9     | 24              | 23 września 2013 – 31 marca 2014 |

## Polska wersja
Wersja polska: na zlecenie Comedy Central Polska – Synthesis Media

Tekst:
- Jacek Mikina,
- Błażej Kubacki

Nadzór merytoryczy: Katarzyna Dryńska

Lektor:
- Jacek Brzostyński,
- Jan Czernielewski